# هوارد فابيان
هوارد فابيان (بالإنجليزية: Aubrey Fabian)‏ (20 مارس 1909 في المملكة المتحدة - 26 سبتمبر 1984) هو لاعب كركيت ولاعب كرة قدم بريطاني (وحمل سابقاً جنسية المملكة المتحدة لبريطانيا العظمى وأيرلندا) في مركز مهاجم داخلي. لعب مع ديربي كاونتي وCorinthian F.C. ‏ ومنتخب إنجلترا الوطني لكرة القدم للهواة ‏ وكورنثيان كاشولز وCasuals F.C. ‏ وCambridge University A.F.C. ‏ ونادي جامعة كامبريدج للكريكيت ‏.